# Hartmut Röseler
Hartmut Röseler (* 11. März 1942 in Berlin) ist ehemaliger deutscher Politiker (zunächst FDP, später CDU). Er war von 1971 bis 1975 stellvertretender Bürgermeister und von 1971 bis 1979 Bezirksstadtrat für Volksbildung im Bezirk Charlottenburg. Von 1967 bis 1971 sowie von 1979 bis 1981 war er Bezirksverordneter in Charlottenburg und von 1981 bis 1985 direkt gewähltes Mitglied des Berliner Abgeordnetenhauses.

## Leben
Der in Berlin als Sohn des Studienrates Rudolf Röseler und seiner Ehefrau Irmgard, geb. Ernst, geborene Hartmut Röseler wurde in Dänemark eingeschult, bevor die Familie 1948 nach Deutschland zurückkehren konnte. Über das Flüchtlingsaufnahmelager Uelzen gelangte sie nach Goslar, wo Röseler die Goetheschule und anschließend das Gymnasium (seit 1959/60 Ratsgymnasium) besuchte. Im Herbst 1953 zog die Familie wieder nach Berlin. Hier war er noch 1/2 Jahr Schüler der Wald-Grundschule, im Frühjahr 1961 legte Röseler an der Charlottenburger Wald-Oberschule das Abitur ab.
Nach kaufmännischem Praktikum bei der Schultheiss-Brauerei im 2. Halbjahr 1961 studierte er ab 1962 an der Freien Universität Berlin Betriebswirtschaft und Politische Wissenschaften (Otto-Suhr-Institut). Studienbegleitend war er als Geschäftsführer des Berliner Ringes politischer Jugend (RpJ), als Persönlicher und Presse-Referent des Berliner Gesundheitssenators und als Dozent in der Erwachsenenbildung tätig. Nach dem Diplom-Examen 1969 arbeitete er im Bereich Weiterbildung in der Deutschland-Zentrale von Renault. Ab 1979 war er als Rhetorik- und Kommunikationstrainer zunächst beim Bielefelder Institut für Managemententwicklung tätig, ab 1980 als Freiberufler bei der Horst Rückle Team GmbH. 1983 war er Mitgründer der Team Connex AG in Böblingen. Zu Röselers Seminarteilnehmern gehörten u. a. Mitarbeiter der AEG, von Schwarzkopf, Viessmann, Eli Lilly, Organon, der Metro, der DB sowie Führungskräfte verschiedener Unternehmen bei Offenen Seminaren in Deutschland, Österreich und der Schweiz.
1970 heiratete Röseler die damalige FDP-Fraktionssekretärin im Berliner Abgeordnetenhaus Gisela Busse. Röseler hat eine Tochter, vier Enkel und drei Urenkel.

## Politik
1957 wurde Röseler Mitglied der Deutschen Jungdemokraten, 1959 der FDP, 1962 wurde er Pressereferent des Berliner Landesverbandes der Jungdemokraten. Schon als Schüler nahm Röseler an politischen Auslandsreisen nach Frankreich, Österreich und Italien teil. Später organisierte er für die Jungdemokraten Fahrten zur Pflege des Soldatenfriedhofes in Milano Marittima/Cervia mit Fahrten u. a. nach Venedig, Florenz und Rom. Nach dem 1. Passierscheinabkommen sorgte er für Fahrten für Körperbehinderte und Rentner zu den Passierscheinstellen und nach Ost-Berlin. Er organisierte auch internationale Jugend-Begegnungen u. a. in die Türkei (Istanbul, Ankara, Antalya) und pflegte ab 1964 (umstrittene) Kontakte zur Ost-Berliner LDPD und zur FDJ (DT 64). 1964 war er erstmals in London.
1965 organisierte er im Audimax der Technischen Universität Berlin mit dem Berliner SDS-Vorsitzenden Tilman Fichter eine Veranstaltung mit dem damals noch provokativen Titel „8. Mai – 20 Jahre Tag der Befreiung“. Podiumsteilnehmer waren unter anderem Roland Reichwein, Sohn des Widerstandskämpfers Adolf Reichwein und der Journalist Matthias Walden. Am 19. Juli 1966 stand seine Rede bei der Gedenkveranstaltung der Stiftung 20. Juli 1944 an den Widerstand gegen das verbrecherische NS-Regime unter Aufforderung „Der Widerstand mahnt – seid wachsam“.
1966 wurde Röseler Landesvorsitzender der Berliner Jungdemokraten. Kurz nach dem Sechstagekrieg 1967 besuchte Röseler mit einer Delegation der Landeszentrale für politische Bildungsarbeit Israel, die Westbank und den Gazastreifen. Nach der Niederschlagung des Prager Frühlings durch Truppen des Warschauer Pakts fuhr er im Herbst 1968 mit dem PKW in die ČSSR. Im gleichen Jahr engagierte er sich parallel zu der weltweiten Petition von etwa 200 Intellektuellen und Musikern (u. a. Francis Travis, Igor Strawinsky, Herbert von Karajan) gegenüber den südkoreanischen Militärmachthabern und öffentlich für die Freilassung des aus West-Berlin nach Südkorea verschleppten und dort inhaftierten Komponisten Isang Yun. Isang Yun kam im Februar 1969 frei kehrte nach Berlin zurück und bedankte sich bei Röseler für dessen hilfreiches Engagement.
1967 wurde Röseler einen Tag nach seinem 25. Geburtstag als bis dahin jüngster deutscher Kommunalpolitiker in die Bezirksverordnetenversammlung von Charlottenburg gewählt. Mit seiner Jungfernrede machte er als „Volkstribun“ (Berliner Morgenpost) Schlagzeilen, weil er für die Rücknahme der Umbenennung des Kaiserdamms in Adenauerdamm, nach dem kurz zuvor verstorbenen Konrad Adenauer, eintrat. 1968 war er FDP-Bundesparteitagsdelegierter auf dem von Ralf Dahrendorf geprägten 19. FDP-Bundesparteitag. Nach Querelen in der FDP trat Röseler Ende 1971 in die CDU ein. Ab 1972 hatte er dort Vorstandsämter auf Orts- und Kreisverbandsebene inne.
1971, nach seiner Wiederwahl in die BVV, übernahm er in der ersten CDU-FDP-Koalition nach dem Bonner Umbruch zur sozialliberalen Koalition die Funktionen des stellvertretenden Bezirksbürgermeisters und Volksbildungsstadtrates. Röseler engagierte sich für den Aufbau von Ganztagsschulen und eine intensive Beschulung von Roma-Kindern an ihrem Aufenthaltsplatz. In Charlottenburger Schulen führte er „AGs für Schnuppersportarten“ (u. a. Judo, Segeln, Reiten, Fechten) ein und war Mitbegründer des Charlottenburger Schulsportvereins. In Charlottenburg startete er mit der Bank für Handel und Industrie 1975 den Drumbo Cup, das inzwischen bundesweit größte Hallenfußballturnier für Schüler bis zur 6. Klasse.
Röseler organisierte eine Ausstellung russischer nonkonformistischer Maler um Oskar Rabin (Sammlung Alexander Glezer) unter dem Titel „Soviet ‚unofficial‘ art“. Als Röseler 1978 forderte, Schüler sollten auch in Deutschland ihre Nationalhymne lernen, wurde ihm auch überregional Nationalismus vorgeworfen.
Von 1979 bis 1981 wurde er erneut in die BVV Charlottenburg gewählt. 1981 zog er als direkt gewählter Abgeordneter in das Abgeordnetenhaus von Berlin ein, dem er bis 1985 angehörte.
Röseler war deutscher Ko-Vorsitzender der von Schachgroßmeister Ludek Pachmann 1976 gegründeten „Freien Gesellschaft zur Förderung der Freundschaft mit den Völkern der Tschechoslowakei“. Röseler hatte 1974 Pachmann nach Berlin geholt, nachdem dessen Schachclub Solingen 1868 ihn nach einem sowjetischen Protest von einem Schachturnier ausgeladen hatte. Er hielt auch Kontakt zur Charta 77 mit Marta Kubišová und schmuggelte bei Besuchen in Prag Medikamente in die ČSSR.
Er war Vorstandsmitglied des Gemeinnützigen Schullandheimwerkes Charlottenburg, des Charlottenburger Schulsportvereins und Mitglied des Kuratoriums der Käthe Dorsch Stiftung.
1985 zog er sich aus der Politik zurück und zog 1986 nach Belgien. Später verließ er die CDU.